# Babcock International Group
Babcock International Group ist ein multinationales Unternehmen mit Sitz in London. Es wurde 1891 gegründet und war an der Londoner Börse im Aktienindex FTSE 100 gelistet.
Babcock ist auf Support-Services-Management komplexer Vermögenswerte und der Infrastruktur in sicherheits- und geschäftskritischen Umgebungen spezialisiert. Obwohl das Unternehmen auch zivilrechtliche Verträge hat, macht es sein Hauptgeschäft mit öffentlichen Einrichtungen, insbesondere dem Verteidigungsministerium des Vereinigten Königreichs und Network Rail. Das Unternehmen verfügt über vier operative Divisionen mit Übersee-Einsätzen in Afrika, Nordamerika und Australien. Am Umsatz im Verteidigungsgeschäft gemessen rangiert Babcock auf dem 41. Platz aller Rüstungsunternehmen; es ist das drittgrößte im Vereinigten Königreich (nach BAE Systems und Rolls-Royce).

## Namensgebung
Wie Babcock Borsig und die Deutsche Babcock geht auch Babcock International auf Babcock und Wilcox bzw. den US-amerikanischen Erfinder George Babcock zurück.